# Restarzew Cmentarny (gromada)
Restarzew Cmentarny – dawna gromada, czyli najmniejsza jednostka podziału terytorialnego Polskiej Rzeczypospolitej Ludowej w latach 1954–1972.
Gromady, z gromadzkimi radami narodowymi (GRN) jako organami władzy najniższego stopnia na wsi, funkcjonowały od reformy reorganizującej administrację wiejską przeprowadzonej jesienią 1954 do momentu ich zniesienia z dniem 1 stycznia 1973, tym samym wypierając organizację gminną w latach 1954–1972.
Gromadę Restarzew Cmentarny siedzibą GRN w Restarzewie Cmentarnym utworzono – jako jedną z 8759 gromad na obszarze Polski – w powiecie łaskim w woj. łódzkim, na mocy uchwały nr 31/54 WRN w Łodzi z dnia 4 października 1954. W skład jednostki weszły obszary dotychczasowych gromad Klęcz, Restarzew Cmentarny, Restarzew Środkowy i Sarnów oraz wieś Sewerynów z dotychczasowej gromady Wincentów ze zniesionej gminy Chociw w tymże powiecie. Dla gromady ustalono 11 członków gromadzkiej rady narodowej.
1 stycznia 1958 do gromady Restarzew Cmentarny przyłączono część zniesionej gromady Szczercowska Wieś (wieś Dubie, kolonia Dubie i kolonia Piecówka).
Gromadę zniesiono 31 grudnia 1961, a jej obszar włączono do gromad:
- Chociw w powiecie łaskim (kolonię Józefów, wieś i kolonię Klęcz, kolonię Przyborów, wieś Raczynów, wieś Restarzew Cmentarny, wieś Restarzew Poduchowny, wieś Restarzew Środkowy, wieś, parcelę i osadę młyńską Sarnów oraz wieś Sewerynów),
- Szczerców, którą tego samego dnia wyłączono z powiatu łaskiego i włączono do powiatu bełchatowskiego[9] (wieś i kolonię Dubie oraz kolonię Piecówka)[10].